# Koolhoven F.K.44
Il Koolhoven F.K.44 fu un aeroplano monomotore da turismo monoplano sviluppato dall'azienda aeronautica olandese Koolhoven negli anni trenta del XX secolo, e rimasto alla stadio di prototipo.

## Storia del progetto
Negli anni trenta del XX secolo la Koolhoven mise in produzione un aereo da turismo che veniva realizzato solo dietro specifica ordinazione. Si trattava del modello F.K.44, dotato di un propulsore Cirrus Hermes IIB da 115 CV. Il primo ordine (c/n 4401) arrivò dal signor Wehry,  un banchiere di Batavia, nelle Indie orientali olandesi, che poco tempo dopo lo cancellò quando la costruzione dell'aereo era già iniziata. Il velivolo non fu mai completato, e la sua fusoliera rimase per anni appesa alle travi della fabbrica di Waalhaven fino a quando non fu demolita. Il secondo, e ultimo velivolo, fu ordinato dal direttore di una banca di Rotterdam, Jacob Mees.

## Descrizione tecnica
Aereo da turismo, monoplano, monomotore, biposto. La configurazione alare era monoplana ad ala alta, a corda costante ed avente le estremità arrotondate.  L'ala era collegata alla fusoliera direttamente da due coppie di montanti, rinforzati da cavi d'acciaio.
L'impennaggio di coda era del tipo classico monoderiva, dotato di piani orizzontali controventati. I piani orizzontali erano posti sulla parte superiore terminale della fusoliera, ed erano staccati dal timone al fine di favorire il movimento direzionale di quest'ultimo.
Il carrello d'atterraggio era un triciclo classico, fisso a V, integrato posteriormente da un ruotino di coda. Le gambe principali del carrello erano collegate nella parte superiore al longherone alare, rinforzate da cavi d'acciaio, mentre in quella inferiore alla fusoliera tramite due montanti a V fissati ai longheroni.
L'aereo era biposto dotato di una cabina di pilotaggio chiusa, posizionata sotto l'ala, circondata da montanti e cabane di rinforzo, e dotata di una grande apertura sul bordo di uscita dell'ala al fine di migliorare la visibilità verso l'alto.
La propulsione era affidata ad un motore in linea Cirrus Hermes IIB, a 4 cilindri invertiti raffreddati ad aria, erogante la potenza di 115 hp (87 kW) ed azionante un'elica bipala.

## Impiego operativo
Il secondo aereo (c/n 4402) fu completato nel 1931, ed andò in volo per la prima volta con matricola temporanea Z-2. Esso ricevette quella definitiva, PH-AJM, il 25 agosto 1931 e il proprietario soprannominò l'aereo "Koolmees"
Il 27 settembre 1931 l'aereo atterrò corto sulla pista di Vught, nei Paesi Bassi, rompendo il carrello di atterraggio, scivolando d'ala e infine ribaltandosi. Il pilota, il sergente della riserva A.M. Verstraate, e il suo passeggero, la signorina van Liempt, rimasero illesi. L'aereo fu riparato, e nel corso del 1932 il suo proprietario lo mise a disposizione dell'Aero Club di Rotterdam.
L'8 giugno 1932, mentre era parcheggiato a Waalhaven, il velivolo fu colpito da un Pander EC in fase di rullaggio, rimanendo danneggiando all'estremità dell'ala destra nella collisione. Nel 1933 l'aereo effettuò un atterraggio di emergenza vicino a Hengelo.
Il 5 giugno dello stesso anno, mentre volava a 300 m di quota, si ruppe un cilindro del motore causando un'immediata riduzione di potenza. Il pilota, C. van Nierop, effettuò un atterraggio di emergenza nei pressi di Castricum, ma l'aereo rimase danneggiato in modo irreparabile e fu poi demolito.

### Annotazioni
1. ↑  Esso veniva prodotto contemporaneamente al modello F.K.45.
2. ↑  La Fokker utilizzava la lettera X, mentre la Pander, successivamente ridenominata De Schelde, la lettera Y.
3. ↑  Si tratta della Cinciallegra, una specie di uccelli molto diffusa e comune in tutta Europa.
4. ↑  La matricola PH-AJM cancellata il 9 aprile 1934, e subito riassegnata a un de Havilland D.H.60G Moth (c/n 1100) il cui proprietario era lo stesso Jacob Mees, che lo ridenominò anch'esso "Koolmees".

### Fonti
1. 1 2 3 4 5 6 7 8 9 10 11  Wesselink, Postma 1982, p. 80.
2. 1 2 3 4  Уголок неба.
3. 1 2  Den Ouden.
4. 1 2 3 4 5 6 7 8 9 10 11 12  1000aircraftphotos.